# Жмиевский, Евгений
Евгений Жмиевский (пол. Eugeniusz Żmijewski; 17 мая 1817, Змиев на Мазовше, Польша—1884) — польский путешественник, писатель, агроном.

## Биография
Родился в дворянской семье (герб Слеповрон). Отец, Феликс Жмиевский, был комиссаром Комиссии Войска Августовского. Окончил гимназию в Ломже, высшее образование получил в Кракове.
В 1839—1856 был сослан в Сибирь по делу о заговоре Конарского, отбывал ссылку в Кабанске. Участвовал в поисковых партиях по Енисею и Лене, был начальником одной из них, путешествовал по Западному и Северному Забайкалью, Енисейской губернии, разведывая золотые месторождения.
Рассказы и романы Жмиевского публиковались в варшавских журналах. Наибольшую известность ему принесли написанный по возвращении из ссылки трёхтомник «Сцены кочевой жизни» и другие воспоминания о Сибири. Под псевдонимом Feliks Srzeniawita он также издал исторический роман «Станислав Кмита».